# Die Ungetrösteten

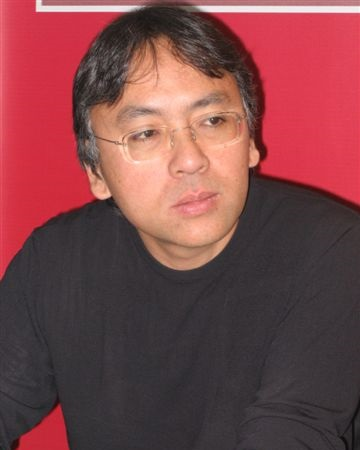
Kazuo Ishiguro (2005)

Die Ungetrösten (OT.: The Unconsoled) ist der Titel eines 1995 publizierten surrealistischen Romans von Kazuo Ishiguro. Erzählt wird vom dreitägigen Besuch des berühmten Pianisten Ryder in einer europäischen Stadt. Er hat den Auftrag, durch einen Vortrag dem Kulturleben aus der Krise zu helfen. Dies gelingt ihm nicht, stattdessen lernt er auf labyrinthischen Wegen die Repräsentanten der musikalischen Szene und ihre Probleme kennen und begegnet seiner eigenen verdrängten Vergangenheit und Familienbeziehung. 1996 erschien die deutsche Übersetzung von Isabell Lorenz.

## Inhalt

### Überblick
Der Pianist Ryder kommt auf Einladung des Kulturrats zu einem dreitägigen Besuch in eine namentlich nicht genannte Stadt mit einer alten musikalischen Tradition, die in eine kulturelle Krise geraten ist (Kap. 8): Nach dem Niedergang der 17-jährigen Ära des Cellisten und Dirigenten Christoff vor drei Jahren ist ein Vakuum entstanden und eine einflussreiche Gräfin will den zum Alkoholiker abgesackten alten Pianisten Brodsky wieder zur Leitfigur aufbauen. Am Donnerstag erhofft man sich von Brodskys Auftritt als Dirigent eines Orchesters einen Neuanfang und Ryder soll dazu eine optimistische Aufbruch-Rede halten und ein Klavierstück vortragen. Ryder erzählt in der Ich-Form von seinen abenteuerlichen Erlebnissen während seines Aufenthaltes.
Bereits am ersten Tag begegnet er Bürgern und Personen seiner Vergangenheit, die ihn mit ihren Wünschen immer wieder von seinen geplanten Wegen abbringen, und wird mit seinen persönlichen Problemen und denen seiner Familie konfrontiert. Er ahnt, dass die Auftraggeber hohe Erwartungen an ihn haben, die er nicht erfüllen kann, verdrängt aber diese Befürchtung. Bereits in der ersten Nacht hat er in der Altstadt eine Kette seltsamer, traumhafter Erlebnisse. Er trifft u. a. seine Frau Sophie, die Tochter des Hoteldieners Gustav, und ihren Sohn Boris.
Ähnlich labyrinthisch und chaotisch verlaufen die teils grotesken Begegnungen an den nächsten Tagen. Dabei werden einige personale Beziehungen herauspräpariert. Das Zusammentreffen mit Personen seiner Vergangenheit (Sophie, Boris, Schul- und Studienfreunde) enthüllt Ryders Persönlichkeitsstruktur und seine Probleme, die sich in anderen Figuren spiegeln (Z. B. Sozialisation und Elternerwartung: Hoffman, seine Frau Christine und ihr Sohn Stephan. Künstler-Selbstbezogenheit und -Depression: Brodsky). Eine gesellschaftlich Gegenfigur, Stütze seiner Familie und ein Relikt aus der Vergangenheit ist der auf seine Berufstradition stolze alte Hoteldiener Gustav.

### Irrwege

#### Erster Tag
Der erste Romanteil spielt am Nachmittag, Abend und in der Nacht des ersten Tages. Nach einer langen Flugreise kommt des englischen Pianisten Ryder nachmittags in eine nicht näher bezeichnete europäische Stadt. Bereits seine Ankunft im Hotel wirft für ihn Fragen auf. Er kann sich nicht mehr an seinen Terminplan erinnern, der ihm von Hilde Stratmann vom städtischen Kulturrat zugeschickt worden ist (Kap. 1). Er wird vom Hoteldirektor Hoffman als weltberühmter Künstler äußerst höflich begrüßt und zugleich um private Zuwendungen gebeten, obwohl kein freier Raum in seinem Tagesablauf ist (Kap. 2). Ryder setzt die Dienstfertigkeit ihm gegenüber in Verlegenheit und er getraut sich nicht, die  kleinen Wünsche abzulehnen und nach den von ihm angeblich gemachten Zusagen zu fragen und um eine Kopie des Plans zu bitten.
Nach diesem Muster wird er auch von anderen Stadtbewohnern behandelt. Dazu kommt, dass ihm sein Hotelzimmer und, später im Tagesverlauf, andere Lokalitäten der Stadt und einzelne Personen irgendwie bekannt vorkommen, wie Relikte aus seiner Vergangenheit. Weiterhin verunsichern ihn Hinweise auf seine Rolle am Konzertabend, an dem neben ihm auch der Pianist Brodsky mit einem Orchester und Stephan Hoffman, der Sohn des Direktors, als Amateurpianist auftreten sollen.
Im Laufe der nächsten Tage erfährt er die Hintergründe: Die Gräfin, Besitzerin einer großen Grammophonplattensammlung, hat, nachdem der langjährige Orchesterleiter Christoff als überschätzt erkannt wurde und in Misskredit geraten ist, befreundeten Musikliebhabern in Vergessenheit geratene Werke des alten Pianisten Leo Brodsky vorgespielt: Es sei „endlich wieder richtige Musik“ eines Dirigenten, der „dieselben Werte schätzte wie wir“. Nach ihrem Vorschlag soll der zum Alkoholiker abgesackte und von seiner Frau getrennt lebende Künstler wieder aufgebaut werden, um der Stadt aus der kulturellen Krise herauszuhelfen, und der Hoteldirektor Hoffman will dieses riskante Experiment zu einem Erfolg und zum Neuanfang des Kulturlebens führen.
Der immer hilfsbereite Hoteldiener Gustav erweist sich gleich nach Ryders Ankunft als stolzer Vorsteher der Dienstleute, wünscht sich von Ryder eine lobende Erwähnung seiner Zunft in seiner Rede und erzählt ihm von den Kommunikationsproblemen mit seiner Tochter Sophie (Kap. 1, 7). Er schlägt Ryder eine Besichtigung der sehenswerten Altstadt vor und verbindet dies mit der Bitte, sich im „Ungarischen Café“ die Probleme Sophies und seines Enkels Boris anzuhören. Sie erreichen abends die Altstadt über eine Brücke und kommen in eine traumartige Welt. Im Café spricht ihn Sophie sofort vertraut als ihren Lebenspartner an, berichtet ihm von ihrer bisher vergeblichen Suche nach einer größeren Wohnung und klagt über ihre Vernachlässigung durch seine anstrengende Arbeit als Kümmerer um die Probleme anderer. Sie lädt ihn in ihre kleine Wohnung ein und auf dem Weg dorthin erscheinen ihm in der beginnenden Dunkelheit die Raum- und Zeitverhältnisse verzerrt. Während ihm Boris von seinen Spielsachen erzählt und er die schnell vorauseilende Sophie aus dem Blick verliert, begegnet er einem Schulfreund aus England, Geoffrey Saunders, der bereits seinen Besuch erwartet und dafür mehrmals Kuchen eingekauft hat. Ryder schließt sich ihm an und merkt, als sie in eine ländliche Gegend kommen, dass er sich verirrt hat (Kap. 4). Geoffrey bringt ihn und Boris an eine nicht gekennzeichnete Bushaltestelle, um zurück zur Innenstadt zu gelangen. Aber anstelle eines Busses erscheint Stephan Hoffman mit seinem Auto und nimmt ihn und Boris mit zu Miss Collins, Brodskys getrennt von ihm lebender Ehefrau, um sie um psychische Unterstützung für den Auftritt des in eine depressive Phase geratenen Pianisten zu bitten (Kap. 5).
Nicht nur die nächtliche Stadtwanderung und seine permanente Müdigkeit während seiner Gespräche, sondern auch weitere Grenzüberschreitungen sind traumartig: Obwohl der Erzähler im Auto vor dem Haus wartet, kann er das Gespräch Stephans mit Miss Collins in ihrer Wohnung verfolgen. Auf dem Weg zum Hotel versteht er die Gedanken Stephans, der sich an eine Geburtstagsfeier seiner Mutter in seiner Jugendzeit und den Erwartungsdruck seiner Eltern erinnert.
Zurückgekehrt ins Hotel, erzählt ihm Gustav wieder von seinem Kommunikationsproblemen mit Sophie. Diese wartet vor dem Hotel auf ihn und begleitet ihn ins Kino (8. Kap.). Während sie sich den Science-Fiction-Klassiker „Odyssee im Weltraum“ anschauen, wird Ryder von Stadtrat Karl Pedersen zu einem Gesprächskreis in den hinteren Reihen des Kinos über die kulturelle Krise der Stadt und Brodskys Auftritt gebeten (9. Kap.). Danach bringt ihn Pedersen ins Hotel zurück und kurz darauf besucht ihn der Hoteldirektor in seinem Zimmer, lässt ihm keine Zeit, seinen Bademantel gegen einen Anzug zu wechseln, und fährt mit ihm zu einer Party im stattlichen Haus der Gräfin (10. Kap.). Im Saal sind die Honoratioren der Stadt versammelt, um Brodsky über den Tod seines Hundes zu trösten und ihn für das Konzert psychisch wieder aufzubauen. Nach den Trauerreden kommt es zum Streit über die Ehrungen des Hundes und Ryder kann bei seinem Versuch, die Situation zu beruhigen, nur einen unverständlichen Satz sprechen. Am Schluss der Veranstaltung bemerkt Ryder, dass der Saal ein Teil des riesigen Hotel-Atriums ist.

#### Zweiter Tag
Der zweite Tag (Zweiter Teil) verläuft ähnlich labyrinthisch wie der erste, hat seinen Schwerpunkt jedoch in Ryders Vergangenheit und in seinen familiären Beziehungen. Da er Boris am Tag zuvor versprochen hat, die Kiste mit seinem Fußballspieler Nr. 9 in der alten, jetzt leerstehenden Wohnung seiner Eltern zu suchen (11. Kap.), wollen sie sich sogleich auf den Weg zum künstlichen See machen, werden aber unterbrochen durch ein Gespräch mit Stephan, der Ryder für seine angeblich erfolgreiche Rede am Brodsky-Abend dankt. Anschließend bitten ihn zwei Journalisten um ein Interview und einen Fototermin. Obwohl Boris auf ihn wartet und er die beleidigenden Reden der Sensationspresseleute und deren Absicht, ihn für ein skandalträchtiges Bild zu instrumentalisieren, hört, kann er sich dem nicht entziehen. Während der Fahrt mit einer Straßenbahn (12. Kap.) begegnet er bei der Fahrkartenkontrolle Fiona Roberts, einer ehemaligen Schulkameradin aus England. Wie Geoffrey Saunders am Vortag, hat sie auf seinen Besuch gewartet und zu der Party Inge und Trude, zwei Frauen einer Stiftung, eingeladen, die sich um Ryders senilen Eltern bei ihrem bevorstehenden Besuch in der Stadt kümmern wollen. Sie ist über sein Ausbleiben enttäuscht und er verspricht ihr, das Treffen nachzuholen.
Nach den Fotoaufnahmen vor dem ominösen Sattler-Haus taucht plötzlich der in Ungnade gefallene Musiker Henri Christoff auf und nimmt Ryder mit zu einem Treffen seiner wenigen letzten Anhänger in einem kleinen Café (13. Kap.). Auf dem Weg dorthin erzählt er Ryder die Geschichte seines künstlerischen Aufstiegs und Falls in der Stadt, deren Musikliebhaber sich zuerst für seine Musik interessierten, obwohl sie sie nie richtig verstanden, und mit ihm immer unzufriedener wurden. Im Café kommt es zum Streit der Musikliebhaber über die richtige Interpretation der Kompositionen Karzans. Ryder ergreift gegen Christoff Partei und dieser wirft ihm vor, sich vor dem berüchtigten Sattler-Monument den Fotografen präsentiert zu haben (14. Kap.). Am Ende der Versammlung bemerkt Ryder, dass das Café mit dem Lokal verbunden ist, in dem Boris auf ihn wartet.
Ryder und Boris fahren zum künstlichen See und suchen ihre ehemalige Wohnung. Ein Nachbar informiert sie über die Streitigkeiten in Sophies Familie und er fühlt wieder seine verschüttete Vergangenheit auftauchen (15. Kap.). Da Boris die Erzählungen des Nachbarn nicht hören soll, läuft Ryder davon und trifft auf Sophie und Tante Kim. In Kims Wohnung planen sie als Neuanfang ihrer Beziehung einen gemeinsamen Familienabend und beziehen seinen Pflichttermin in der „Galerie Karminsy“ mit ein (Kap. 15). Beim Aufbruch begegnet Ryder im Treppenhaus Fiona und sie holt ihn in ihre Wohnung, um ihn zwei Frauen der Stiftung vorzustellen (Kap. 16). Die beiden sind über Fiona verärgert und streiten mit ihr über den zur Versöhnung Brodskys mit seiner Frau arrangierten Zoobesuch am Vormittag, bei dem der angekündigte berühmte Pianist Ryder nicht anwesend war. Ryder versucht zur Beruhigung der Frauen sich als der von ihnen erwartete Musiker vorzustellen, bringt jedoch in seiner Aufregung über die Peinlichkeit der Situation für ihn und Fiona kein Wort heraus und flieht aus der Wohnung.
Vor dem Haus warten Sophie und Boris auf ihn (Kap. 17). Sie fahren zur Galerie, begleitet von einem Wortwechsel über das unwillige Verhalten ihres Sohnes. In der Kunstausstellung in einem Korridor des Hauses der Gräfin (Kap. 19) ärgert sich Ryder über die Kommunikation der ihn und Sophie nicht beachtenden Honoratioren der Stadt und hält ihnen eine gesellschaftskritische Ansprache: „[I]st es denn tatsächlich ein Wunder, dass Sie hier in dieser kleinen Stadt all diese Probleme haben. […] in meinen Augen sind Sie […] das typische Beispiel für alles, was hier falsch läuft! […] Sie sind besessen […] von den kleinen internen Störungen in diesem Gebilde, das Sie eine Gemeinde nennen, […] um uns gegenüber auch nur ein Mindestmaß an guten Manieren an den Tag zu legen.“ Er verlässt nach einem Gespräch mit Miss Collins über ihre irreparable Beziehung zu Brodsky die Kunstausstellung und versucht beim Abendessen in Sophies Wohnung sich mit seiner Familie zu versöhnen (Kap. 20). Aber alte Erinnerungen und unverträgliche Persönlichkeitsstrukturen verhindern den Ausbau des Neuanfangs und er geht frühzeitig zurück ins Hotel. Am nächsten Morgen verspricht Ryder seiner Frau eine Aussprache nach dem Konzert.

#### Dritter Tag
Im dritten Teil wird Ryders Irrweg durch die Stadt durch einen weiteren Schwerpunkt ergänzt: Brodskys und Hoffmanns Beziehungsprobleme. Ryder geht nach dem Frühstück in Miss Collins Haus. Dort trifft er Jonathan Parkhurst, einen ehemaligen Kommilitonen aus seiner Studienzeit in England (Kap. 21), der ihm vom Spott und Neid seiner Mitschüler berichtet. Dann erzählt ihm Brodsky von seinen Potenzschwierigkeiten und seinen sexuellen Wünschen mit Miss Collins und Ryder erlebt den zuerst gescheiterten und dann erfolgreichen Versöhnungsversuch des Musikers mit seiner Frau (Kap. 22). Eingeblendet ist die Entwicklung ihrer Beziehung.
Ryder besinnt sich jetzt auf seinen Auftrag und darauf, dass er weder seine Rede vorbereitet noch für seinen Klaviervortrag geübt hat, eilt zurück ins Hotel und fordert von Hoffman ein Klavier und zwei ungestörte Stunden. In einer grotesken Szene versucht er es zuerst in einer Abstellkammer, dann fährt ihn der Hoteldirektor zur „Dependance“, einer Blockhütte in einer Hügellandschaft, und in dieser Idylle kann er auf einem Bechstein-Flügel unbeschwert und ungestört Mullerys „Asbestos and Fibre“ spielen (Kap. 25). Zur gleichen Zeit begräbt Brodsky in der Nähe seinen Hund und hiermit erfüllt Ryder ahnungslos dessen Wunsch nach einer anspruchsvoll ausgeführten Begleitmusik. Miss Collins hat Brodsky zugesagt, sich mit ihm auf einem Friedhof zu treffen. Als Hoffman davon erfährt, befürchtet er einen Rückfall in ihre alten Strukturen und Probleme und das Scheitern des künstlerischen Aufbauplans, den er verfolgt. Deshalb warnt er Miss Collins vor einer Versöhnung und teilt ihre Weigerung, auf dem Friedhof und im Konzertsaal zu erscheinen, Bronsky mit. Darauf fängt dieser aus Verzweiflung wieder zu trinken an (Kap, 29) und fährt betrunken mit dem Fahrrad zum Konzerthaus.
Nach seinen vergeblichen Versuchen, einen Weg zum Konzerthaus zu finden, stößt Ryder auf Gustav und wird zum Treffen der Hoteldienstleute ins „Ungarische Café“ eingeladen. Als Höhepunkt des ausgelassenen Festes tanzt Gustav auf einem Tisch und lädt sich als Beweis seiner Stärke zwei schwere Koffer und dazu eine Golftasche auf (Kap. 27). Die Kollegen feuern ihn unter Musikbegleitung mit Sprechchören an, während der ihm zuschauende Boris Angst um den Großvater hat und ihn warnt. Gustav, am Rand des Zusammenbruchs, besteht die Kraftprobe und wird gefeiert. Doch später bricht er im Konzertgebäude zusammen (Kap. 29).

#### Konzert
Der dritte Tag schließt mit dem Konzert. Ryder hört zum ersten Mal von Hoffmans detailliertem Ablaufplan (Kap. 26). Über seine Rolle, anstelle einer Rede Fragen eines Journalisten zu beantworten, ist er überrascht und macht sich Gedanken über sein eigenes Klavierspiel und dessen Wirkung auf die angereisten alten Eltern. Nach Gustavs Schwächeanfall holen die Hoteldiener Ryder zu Hilfe und Gustav bittet ihn, Sophie und Boris zu ihm zu bringen. Ohne den Weg zu kennen, versucht er mit Hoffmans Auto, Sophies Wohnung zu erreichen. Auf einem Waldweg wird er von einer Gruppe Menschen, unter ihnen sein Schulfreund Geoffrey Saunders, angehalten, die den durch einen Unfall in sein Fahrrad eingeklemmten Bronsky aus dem Wrack zu befreien versuchen. Ein Chirurg sieht in der Amputation des Beines die einzige Chance, das Leben des Verunglückten zu retten, und bittet Ryder um Hilfe. Mit einer im Kofferraum gefundenen Säge führt der Arzt die Operation durch, allerdings an einer Prothese, denn Bronsky hat bereits vor langer Zeit sein Bein verloren (Kap. 30). Der durch den Eingriff ernüchterte Musiker reagiert wütend auf den Chirurgen und auf Hoffman, dem er die Sabotage seines künstlerischen Neustarts vorwirft. Er besucht Miss Collins, versöhnt sich mit ihr und erreicht noch rechtzeitig den Konzertsaal (Kap. 32). Ryder findet schließlich Sophie und bringt sie und Boris zum schwer kranken Gustav (Kap. 30).
Das Konzert beginnt mit Stephans Auftritt. Seine Eltern verlassen den Saal, um den Misserfolg ihres ihrer Meinung nach untalentierten Sohnes nicht miterleben zu müssen, doch das Publikum nimmt den Vortrag wohlwollend auf (Kap. 34). Hofmanns Meinung von seinem Sohn wird dadurch jedoch nicht korrigiert und Stepan schließt sich trotz seines Erfolgs dem Urteil seines Vaters an: Das Provinzpublikum sei kein Qualitätsgradmesser. Er will die Stadt verlassen und seine musikalische Ausbildung in einer Kulturgroßstadt fortsetzen.
Der Höhepunkt des Abends endet mit einer Katastrophe. Bronsky ist ohne seine Prothese beim Dirigieren gehandikapt. Er kann im letzten Satz von Mullerys „Verticality“ vor Schmerzen und Kraftlosigkeit das Orchester der Stuttgarter Nagel-Stiftung nicht mehr koordinieren und bricht auf der Bühne zusammen. Als Miss Collins zu ihm auf die Bühne kommt, klagt er ihr sein Leid und fordert von ihr, sie solle sich vor dem Publikum öffentlich zu ihm bekennen. Sie reagiert genervt und überlässt ihn sich selbst. Dazu kommt, dass die von Bronsky ausgewählte anspruchsvolle Komposition Mullerys das Publikum überfordert und es gegen ihn aufbringt. Das Konzert wird abgebrochen und das Publikum unterhält sich bei Essen und Trinken im Festsaal und im Garten über den Skandal. Hofmann sieht Stephans Vorspiel und Bronskys Debakel als persönliche Niederlage vor der Kultur-Oberschicht, auch seiner Frau gegenüber, der er sich wieder einmal nicht als Kunstkenner und -organisator beweisen konnte.
Ryder erfährt, dass seine Eltern, entgegen seiner Hoffnung, nicht in die Stadt gekommen sind, und dass Gustav gestorben ist. Er sucht ein Gespräch mit Sophie, wird aber von ihr zurückgewiesen. Ihm seien seine Reisen durch die Welt wichtiger als seine Familie und er solle sein eigenes Leben führen. Nach kurzer Erschütterung denkt er mit „Stolz und Zuversicht“ an seine Aufgabe in Helsinki (Kap. 38).

### Beziehungsprobleme
Eingearbeitet in die labyrinthischen Wege Ryders und in die sich aneinanderreihenden Begegnungen, die ihn immer wieder von seinem Ziel, der Vorbereitung seines Auftritts am Konzertabend, abbringen, sind seine eigenen Persönlichkeits- und Beziehungsprobleme und deren Spiegelung in anderen Protagonisten.

#### Ryder – Sophie – Boris
Gustavs Beziehung zu seiner Tochter Sophie ist durch ihre Kommunikationsprobleme belastet: Das Unvermögen, die Distanz aufzubrechen und die stillschweigende „Übereinkunft“, im Zusammenleben emotionale Probleme des anderen nicht anzusprechen, obwohl gerade diese Tabuisierung in einem Rückkoppelungsprozess zu neuen psychischen Belastungen und Schuldgefühlen führt. Deshalb bittet er Ryder, seine Tochter im „Ungarischen Café“ über ihre Probleme zu befragen.
Dort entdeckt Ryder, dass Sophie seine Frau ist. Sie berichtet ihm von ihrer vergeblichen Suche nach einer größeren Wohnung und klagt über ihre Vernachlässigung durch seine häufigen Reisen durch die Welt. In diesem Zusammenhang erinnert er sich an die Situation, in der er ihr seinem Auftrag erklärte: „[E]s ist einfach eine Tatsache, dass die Leute mich brauchen. Ich komme in einer Stadt an, und meistens finde ich schreckliche Probleme vor. Tief sitzende, scheinbar unmöglich zu lösende Probleme, und die Leute sind so dankbar, dass ich gekommen bin. […] An manchen Orten, die ich bereise, wissen die Leute rein gar nichts. Sie haben keinen Schimmer von zeitgenössischer Musik, und wenn man sie sich selbst überlässt, dann ist es ganz klar, dass sie tiefer und immer tiefer in ihre Probleme sinken würden. Ich werde gebraucht.“ Aber offenbar fühlt er sich von den Erwartungen der Menschen überfordert und fürchtet, wie er Miss Collins erklärt, dass ihn die Leute für jemanden halten, der er gar nicht ist. Auf seinen Irrwegen durch die Stadt ist er oft erschöpft und atemlos. Immer wieder spürt er in sich eine Wut aufsteigen und er macht Sophie für das private Chaos verantwortlich, wenn die Situationen unübersichtlich werden. Aber er versucht sich zu beherrschen und will den Eindruck der Stärke vermitteln. So sagt er z. B., die Welt sei voller Leute, die sich für Genies hielten, aber ihr Leben nicht in den Begriff bekämen, er jedoch gehöre nicht zu diesen „Typen“ und brauche selbst keine Hilfe. Aber nicht nur Miss Collins scheint ihn zu kennen und will ihn davor bewahren, „immer wieder dieselben Fehler zu machen“, auch Tante Kim ermahnt ihn bei seinem Versuch, einen schönen Versöhnungsabend mit Sophie und Boris zu verbringen: „Also enttäusche sie nicht wieder, Ryder“. Die Gespräche mit Sophie verlaufen, wie die lange Zeit getrennt lebender Eheleute, mit Erinnerungen an Streitigkeiten der Vergangenheit und Vorwürfen über die Vernachlässigung des Sohns (Kap. 8) und seine mangelnden Emphase, wenn er immer wieder auf seine Rolle als Außenstehender und nicht direkt Beteiligter verweist.
Bei seinem Versuch, sich um Boris zu kümmern, fahren sie zur ehemaligen Wohnung am künstlichen See. Dort erzählt ihnen ein Nachbar von Streitigkeiten und er fühlt wieder seine verschüttete Vergangenheit auftauchen (15. Kap.) Er will nicht, dass Boris das alles hört, und läuft davon. Boris träumt vom Zusammenhalt der Familie. In seiner Phantasie kämpft er gemeinsam mit seinem Großvater gegen eine sein „glückliches Heim“ terrorisierende Bande. Bei einem Besuch zum Abendessen in Sophies Wohnung (Kap. 20) verhindern alte Erinnerungen und unverträgliche Persönlichkeitsstrukturen den Neuanfang und er verspricht am nächsten Morgen seiner Frau eine Aussprache. Aber schon ein Telefongespräch über eine Notsituation, den Kollaps Gustavs und seinen Wunsch, Tochter und Enkel zu sehen, führt zu Beschuldigungen und Rechtfertigungen: Als sich Sophie meldet, vergisst Ryder zuerst den Anlass seines Anrufs und macht ihr sofort Vorwürfe über ihr mangelndes Verständnis für seine Arbeit und klagt über die vielen Termine und seine Überforderung, allen gerecht zu werden. Jetzt müsse er sich auch noch um seine Eltern kümmern. Sophie reagiert mit Entschuldigungen, ihn unzureichend unterstützen zu können. Sie sei bei gesellschaftlichen Auftritten, z. B. in der Galerie, unsicher und gehemmt. Nachdem Ryder schließlich zum Hauptpunkt seines Anrufs kommt, erklärt sie ihm ihre verschiedenen Bemühungen, für ihren alten Vater eine leichtere Arbeit zu finden.
An Gustavs Krankenlager wiederholen sich die Meinungsverschiedenheiten (Kap. 33). Ryder und Sophie nehmen jeweils Boris in Schutz, wenn er vom Partner zurechtgewiesen wird. Sie ist auf ihren Sohn neidisch, der selbstbewusst die Vermittlerrolle zu seinem Großvater einnimmt. So überbringt er das Geschenk seiner Mutter, einen von ihr ausgebesserten Mantel, und sie will wissen, wie ihr Vater darauf reagiert hat. Die Auskunft, er sei glücklich über den Mantel, reicht ihr nicht aus, sie möchte über Details reden, ob ihm die Farbe gefalle, ob die Knöpfe richtig angeordnet seien und ob noch etwas geändert werden müsse. Während Sophie an das Krankenlager ihres Vaters geht, scheint Boris seinen Vater beim Lesen des von ihm geschenkten Handwerkerhandbuches zu ignorieren und Ryder reißt es ihm wütend aus den Händen und wirft es in eine Ecke. Dann verabschiedet er sich mit dem Hinweis auf seine dringenden Aufgaben beim Konzert, während Sophie in der Situation des schwer kranken Vaters seinen Beistand wünscht: „»Wir brauchen dich beide hier.« »Also hör mal, du hast offensichtlich keine Ahnung […] Ich habe noch tausend Sachen zu erledigen.«“
Erst nach dem Abbruch des Konzerts erfährt Ryder vom Tod Gustavs. Er folgt Sophie und Boris, als er sie beim Verlassen des Konzerthauses sieht, wagt aber zuerst nicht, sich ihnen zu nähern und beobachtet, wie sie sich gegenseitig trösten. Seinen Gesprächsversuch weist Sophie zurück: „Geh von uns weg. Du hast immer nur an der Außenseite unserer Liebe gestanden. Und jetzt sieh dich doch an. Auch an der Außenseite unseres Kummers“. Als Boris sie zum Zusammenhalt der Familie ermahnt, antwortet sie resigniert: „Nein, es hat keinen Zweck. […] Lass ihn um die Welt reisen und sein Können und seine Weisheit unter die Leute bringen. Er braucht das. Wir wollen ihn jetzt diesem Leben überlassen. […] Er wird nie einer von uns sein. Er wird dich nie so lieben wie ein richtiger Vater.“ Schluchzend sieht Ryder die beiden davonziehen und tröstet sich dann mit einem Frühstück. Dabei blickt er seinem Aufenthalt in Helsinki „voller Stolz und Zuversicht“ entgegen.

#### Hoffman – Christine – Stephan
Das Konzert-Debakel ist für den Hoteldirektor Hoffman auch eine persönliche Niederlage. Er erzählt Ryder die von versteckten Erwartungen und Missverständnissen beeinträchtigte komplizierte Ehegeschichte mit seiner Frau Christine (Kap. 24): Während sie aus einer kunstsinnigen Familie stammt, kann er, der Geschäftsmann mit künstlerischem Interesse, kein Musikinstrument spielen. Er wurde aber von seiner Frau für einen Komponisten gehalten und er getraute sich lange Zeit nicht, das Missverständnis aufzuklären. Sein Defizit setzt sich, seiner Meinung nach, als sein Erbe im angeblich unbegabten Sohn Stephan fort.
In einem Gespräch mit Christine vor Beginn des Konzerts erfährt Ryder deren Perspektive (Kap. 28): Ihr Mann halte sie für einen kalten Menschen, aber sie träume von Familienharmonie und Wärme. Sie könne dies am Tag jedoch nicht umsetzen, eine innere Kraft hindere sie daran, aber sie warte auf den einzigen Moment, der alles ändere, vielleicht das Stephan-Wunder. Sie hat Sammelmappen mit Zeitungsartikeln über die Auftritte berühmter Künstler angelegt und dies vor ihrem Mann geheim gehalten und sie reagiert zornig darauf, als sie bemerkt, dass ihr Mann sie Ryder gezeigt hat. Hoffman sieht darin ihre von ihm nicht erfüllbaren geheimen Wünsche nach einem anderen Mann und einem anderen Leben.
Ihr Sohn Stephan leidet an den, von ihm nicht erfüllbaren, Erwartungen seiner Eltern an eine große Karriere als Pianist und zugleich an der Ohnmacht, mit den Eltern über diese Probleme zu sprechen. Er hat ein Bedürfnis, ihre nicht ausgesprochene Wünsche zu erfüllen (Kap. 6) und erinnert sich in diesem Zusammenhang an eine Geburtstagsfeier seiner Mutter in seiner Jugendzeit, als er in Heidelberg studierte. Für den Konzert-Auftritt hat er zuerst ein Lieblingsstück seines Vaters, La Roches „Dahlia“, ausgewählt und später von seinem Vater erfahren, dass seine Mutter eine Abscheu gegen dieses Werk empfindet und sich, wie der Vater meint, andeutungsweise erfahren zu haben, insgeheim Karzans „Glass Passions“ wünscht. Stephan entscheidet sich für einen Programmwechsel, ist sich aber unsicher, ob die Zeit für die Einstudierung reicht. Ryder rät ihm von einem Wechsel ab und ermuntert ihn, zu seinem ersten Entschluss zu stehen, denn es gebe Momente im Leben, wo man sich durchsetzen müsse: „Das bin ich, und das habe ich beschlossen zu tun.“ Stephan entschließt sich jedoch zu einem Vorspiel der „Glass Passions“ und Ryder entdeckt, dass er talentiert ist (Kap. 34). Als er zu Beginn seines Auftritts sieht, dass seine Eltern den Saal verlassen, bricht er ab und will sie zurückholen. Doch sein Vater erklärt ihm, sie könnten es nicht ertragen, wie ihr untalentierter Sohn vor dem großen Publikum der Stadt eine amateurhafte Vorstellung liefere. Doch Stephan will sich der Probe stellen, kehrt auf die Bühne zurück und das Publikum würdigt sein Spiel und applaudiert begeistert. Doch Hoffman sieht Stephans Auftritt und v. a. Bronskys Debakel als persönliche Niederlage vor der Kultur-Oberschicht und auch seiner Frau gegenüber, der er sich wieder einmal nicht als Kunstkenner und -organisator beweisen konnte. Hofmanns Meinung von seinem Sohn wird durch dessen Erfolg nicht korrigiert und Stephan schließt sich dem Urteil seines Vaters an: Das Provinzpublikum sei kein Qualitätsgradmesser. Er will die Stadt verlassen und seine musikalische Ausbildung in einer Kulturmetropole fortsetzen.
Bei Ryder gibt es eine angedeutete ähnliche Eltern-Sohn-Problematik. Er wünscht sich, wie bei jedem Konzert, dass die Eltern in die Stadt kommen, um sich sein Klavierspiel anzuhören, und er erzählt dies der Managerin Hilde Stratmann bei der Terminplanung. Diese fasst Ryders Wunsch als Tatsache auf, bereitet den Aufenthalt der Eltern vor und teilt dies Ryder mit. Nachdem er seine Eltern vergeblich im Zuschauerraum sucht, erfährt auf seine Nachfrage, dass sie wieder einmal nicht zu seinem Konzert angereist sind.

#### Brodsky – Miss Collins
In einer Zeit der kulturellen Krise kommt eine Gräfin auf die Idee, den zum Alkoholiker abgesackten und unter der Trennung von seiner Frau (Miss Collins) leidenden alten Pianisten und Dirigenten Brodsky nach jahrelanger Pause zu reaktivieren. Der Hoteldirektor Hoffman übernimmt, auch um sich kulturell zu profilieren, die Aufgabe, dem Musiker bei seiner gesundheitlichen Stabilisierung und bei seiner Motivierung für das Klavierspiel zu helfen. Jetzt erhofft sich die Kulturelite von Brodskys Auftritt mit einem Orchester einen Aufbruch. Doch der Tod von Bronskys Hund und seine Apathie in den letzten Tagen vor dem Ereignis lassen einen Rückfall befürchten. Deshalb bittet Hoffmans Sohn die seit Jahren getrennt von Brodsky lebende Ehefrau, die sich wieder Miss Collins nennt, um psychische Unterstützung bei einer arrangierten Begegnung im Zoo (Kap. 16).
Zur weiteren Stärkung des Dirigenten treffen sich im Haus der Gräfin die Honoratioren der Stadt, um ihn über den Tod seines Hundes zu trösten. In mehreren Reden wird der Hund gewürdigt, u. a. als Sinnbild für die Schlüsseltugenden, die in der derzeitigen Gesellschaftlich verloren gegangen sind: „[l]eidenschaftliche Treue. Furchtlose Liebe zum Leben. Ablehnung jeder herablassenden Behandlung. Sehnsucht danach, alles auf die eigene besondere Art zu erledigen“. Anschließend kommt es jedoch zum Streit über die Ehrungen des bissigen Bruno, bis der senile Brodsky in einem geistig wirren Auftritt erklärt, der Tod seines Hundes bedeute ihm nichts, vielmehr brauche er eine Frau, um seine Einsamkeit zu ertragen.
Nach dem Treffen im Zoo hofft Bronsky auf eine Versöhnung mit seiner Frau und er besucht sie, gegen ihre Vereinbarung, in ihrem Haus. Dem anwesenden Ryder erzählt er von seinen Potenzschwierigkeiten und seinen sexuellen Wünschen mit Collins. In der Folge kommt es bei Miss Collins zu einem Wechselspiel zwischen Distanz, Mitleid und Bereitschaft zu Annäherung. Brodsky drängt auf eine Versöhnung und will sich mit ihr auf einem Friedhof treffen. Als Hoffman davon erfährt, befürchtet er einen Rückfall in ihre alten zermürbenden Streitigkeiten und das Scheitern seines Aufbauplans. Er rät Miss Collins vom Treffen ab und teilt ihre Weigerung Bronsky mit. Darauf fängt dieser aus Verzweiflung wieder an zu trinken, klagt Collins von Hoffmans angeblicher Intrige und überredet sie zur Teilnahme an seinem Konzert. Mitten im schockierten Publikum erlebt Miss Collins Brodskys peinlich torkelnden Auftritt im dritten Satz. Als sie nach seinem Zusammenbruch zu ihm auf die Bühne kommt, klagt er ihr sein Leid und fordert sie auf, sich vor dem Publikum öffentlich zu ihm zu bekennen, doch sie reagiert genervt: „Wohin auch immer du jetzt gehst, du wirst allein gehen müssen. […] Immer nur deine Wunde […] Wie ich dich dafür hasse, dass du mein Leben vergeudest hast. […] diese Wunde, das ist die einzige Liebe deines Lebens“.

## Biographische Bezüge
- Kazuo Ishiguro wurde in Nagasaki geboren und wuchs in England auf. Von seinen Eltern hat er es übernommen, die Eingeborenen mit distanziertem Interesse zu beäugen. Als er zum ersten Mal seit seinem sechsten Lebensjahr nach Japan fuhr, war er auch dort ein Fremder.[15]
- Zehn Jahre lang wollte er Musiker werden.[15]

## Rezeption und Interpretation
The Unconsoled wurde von der Literaturkritik unterschiedlich beurteilt. Einige englische Rezensenten beschrieben den Roman als ein ausuferndes, fast unentzifferbares Werk, das Leser und Rezensenten verblüfft zurückließ, und Wood sagte, der Roman habe „seine eigene Kategorie des Bösen erfunden“.
Nach der der Verleihung des Nobel-Preises wird der Roman neu bewertet und im Zusammenhang mit den Gesamtwerk Ishiguros gewürdigt: Seine Bücher würden die ganz großen Themen an Einzelschicksalen, v. a. die existenzielle Verlassenheit des Menschen, „Einsamkeit und gesellschaftliche Zwänge, individuelle Identität und Familienverstrickungen“ thematisieren. Der Leser werde wie die Figuren mit den Tiefen und Schmerzen des Lebens, mit Selbsttäuschung und Vergänglichkeit konfrontiert: „Kazuo Ishiguro hat in Romanen von großer emotionaler Kraft den Abgrund unter unserer vermeintlichen Verbundenheit mit der Welt bloßgelegt.“ (Begründung der Schwedischen Akademie zur Nobelpreisvergabe). Nicolas Freund benennt als Themen, die sich durch alle seine Bücher ziehen: „die Auseinandersetzung mit der Vergangenheit, die Austauschbarkeit und Fragilität der Welt, in der wir leben, und die subjektive Perspektive des Individuums in diesen Konflikten“.
Mayer zitiert für ihre Interpretation Ishiguro. Schreiben heiße nicht, „ein Buch beenden und dann ein neues anfangen, mit einer ganz neuen Idee […] Schreiben bedeutet für mich das allmähliche Einkreisen eines Territoriums, weil ich mich nur für ein gewisses Territorium interessiere, das aus irgendeinem Grunde eine sehr persönliche und emotionale Saite in mir berührt. Das scheint mir das wirklich Wesentliche beim Schreiben zu sein, die wirklich wichtigen Themen von denen zu unterscheiden, die von nur vorübergehendem Interesse sind.“ Ishiguros Geschichten spielen alle am Abgrund. „Ein Mensch schaut sein Leben an, und es ist nichts gewesen. Es sind Meditationen über die Vergeblichkeit des Tuns, bittere Prüfungen jener Werte, die uns gemeinhin helfen sollen, durch das Gestrüpp der Widrigkeiten einen geraden Weg zu schlagen: Anständigkeit, Anerkennung, Treue, Würde.“
Unterschiedliche Interpretationsansätze, in Verbindung mit der literarischen Einordnung als phantastischer, existentieller psychologischer Roman oder Künstlerroman, gibt es für Rolle des Protagonisten. Ist er, vergleichbar mit Alice, ein Verirrter in einer surrealen Lewis Carrollschen Welt oder wie Kafkas Feldmesser in Das Schloss ein mit einem rätselhaften Auftrag, den er gar nicht ausführen kann, ausgestatteter Besucher oder ist er selbst auf der Reise in seine eigene Seelenlandschaft und verschüttete Vergangenheit, ein Mensch, der nach und nach die Kontrolle über sein Leben und Denken verliert, oder ist der Roman eine Mischung verschiedener Aspekte? „Ryder kennt sich selber nicht, weder sein Temperament noch seine eigene Vergangenheit, und dieser Mangel, eine Art uneingestandener Amnesie, lässt ihn wie eine Flipperkugel durch den Roman rollen: Er bewegt sich nur, wenn er angestoßen wird. […] Am Ende ist alles pulverisiert, seine guten Absichten, die Rede, die er halten soll, sein Selbstbild als Künstler. Er hinterlässt eine Schar ‚Ungetrösteter‘, in deren Leben er ebensowenig eingreifen kann wie in sein eigenes.“ Dem Rezensenten kommt er bei dem unsicheren Realitätsstatus und der Unschärfen in der Hauptfigur vor, „als hätte Ishiguro in sein Schreibprogramm den Befehl Kafka eingetippt und von der Maschine genau die Empfehlungen bekommen, die wir nun in seinem Roman verwirklicht sehen. […] Parabel! klingt es einem aus den Seiten entgegen“.
Gelobt wird Ishiguros zwar nicht experimentelle, aber elaborierte und höchst kunstvoll gearbeitete Sprache, die den „sprachliche[n] Meister des Mainstreams“ zum Vorzeigeschriftsteller und als „sichere Wahl“ zum Nobelpreisträger gemacht habe. Auch der FAZ-Kritiker Platthaus lobt Ishiguro für seine „unglaubliche Präzision des Schreibens“, sein „fantastisches Formbewusstsein“ und für die „Schärfe der Beobachtung“. In Ingendaays Rezension wird auch die Sprache des Romans Die Ungetrösteten untersucht. Schon Ishiguros Stil reiche als Grund aus, ihn zu lesen. Der Autor sei der „unübertroffene Meister der Höflichkeit.“ Dies könnte man als besonders human bewerten, „weil er die Form respektiert, in der sich menschliche Verzweiflung äußert. Man könnte aber ebensogut behaupten, er sei kalt bis zur Grausamkeit, weil er das Leid mit dem feinen Pinsel lackiert und mitleidlos in die Vitrine stellt.“ Ishiguros „Ästhetik von Wiederholung und Variation […] und die Monotonie […] hat etwas Großartiges.“ Seine auf Englisch geschriebenen Romane spielen zwar in Europa, „dennoch kultivieren sie ein japanisches Thema. […] Wenn er menschliche Beziehungen beschreibt, […] dann betrachtet er sie zwanghaft im Licht der erstarrten Formen, die das Zusammenleben zwischen den Generationen in Japan regeln.“
Trotz der verhaltenen Reaktion des englischen Feuilletons wählten Literaturkritiker den Roman 2006, zehn Jahre nach der Publikation, zum drittbesten „britischen, irischen oder Commonwealth-Roman von 1980 bis 2005“, gleichauf mit Anthony Burgess' Earthly Powers, Salman Rushdies Midnight's Children, Ian McEwans Atonement und Penelope, Fitzgeralds The Blue Flower. John Carey, Buchkritiker der Sunday Times, setzte den Roman auf seine Liste der 50 unterhaltsamsten Bücher des 20. Jahrhunderts.